# KamAZ-44108
Der KamAZ-44108 (russisch КамАЗ-44108) ist eine allradgetriebene Sattelzugmaschine aus der Produktion des KAMAZ-Werks in Nabereschnyje Tschelny. Das Fahrzeug basiert auf dem KamAZ-43118 und wird vom Hersteller mittlerweile nicht mehr angeboten.

## Fahrzeugbeschreibung

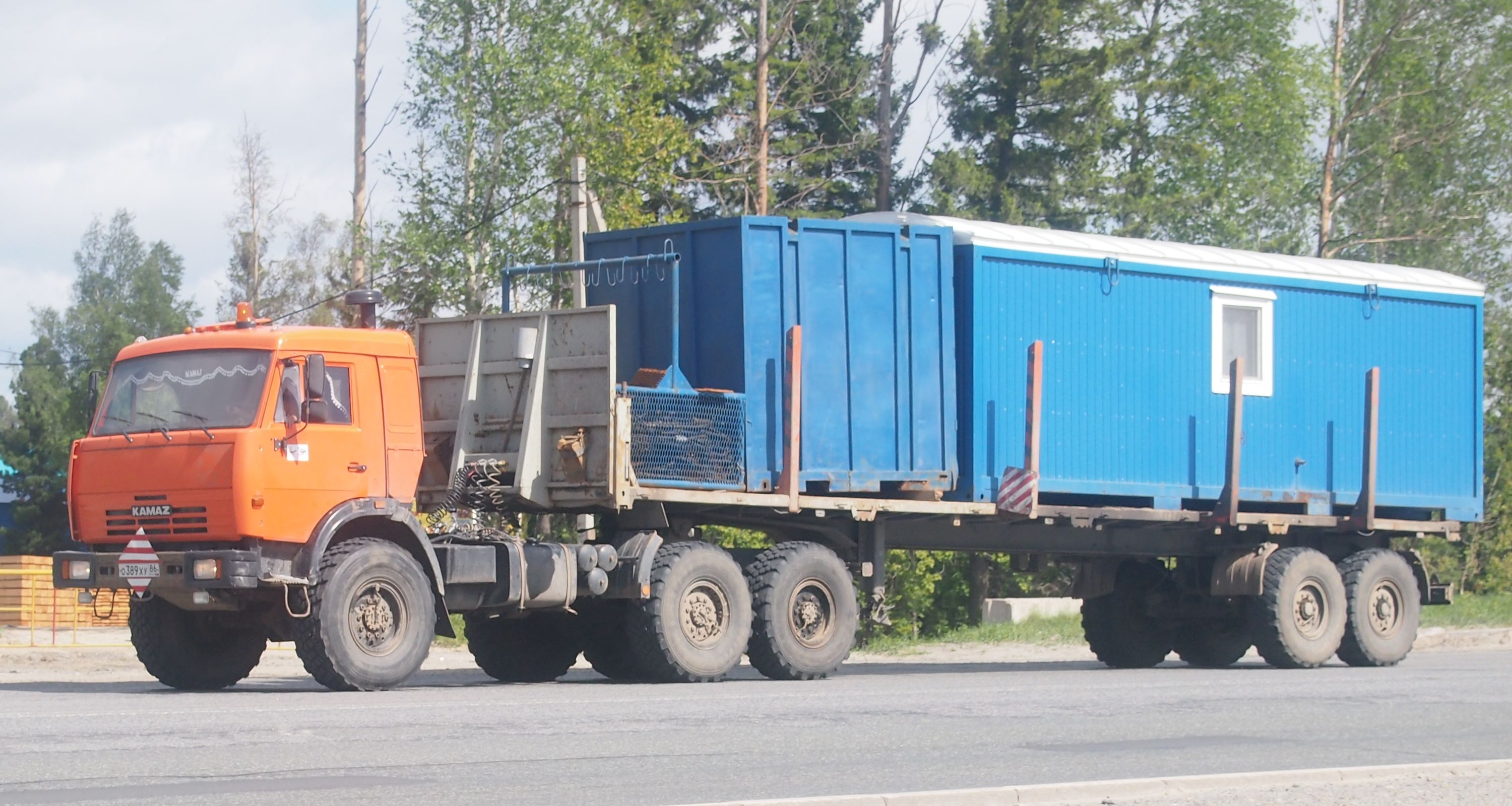
KamAZ-44108 in Chanti-Mansijsk (2015)

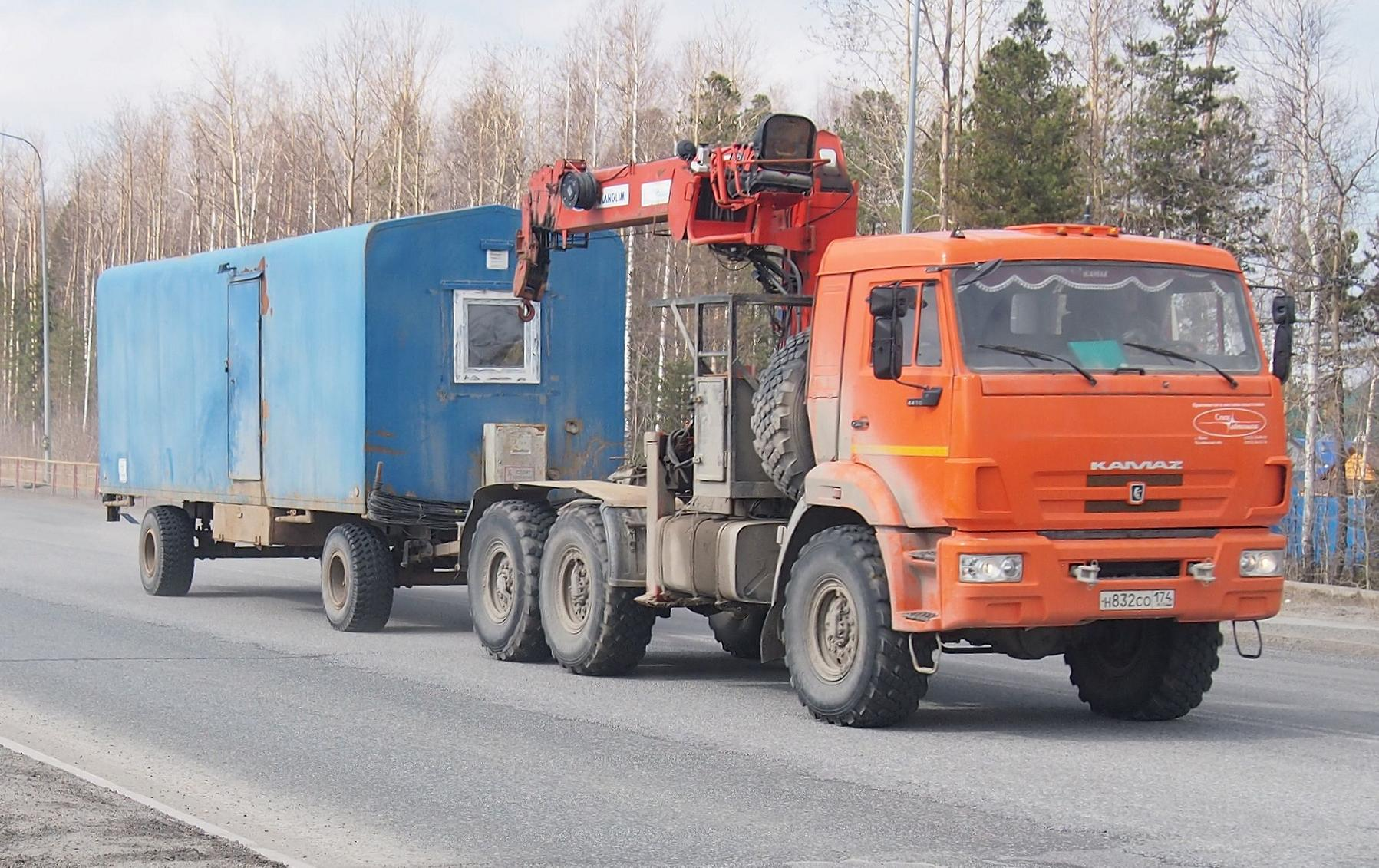
Eher ungewöhnliche Kombination von Sattelzugmaschine (Typ KamAZ-44108) mit Ladekran und konventionellem Anhänger in Chanti-Mansijsk (2015)

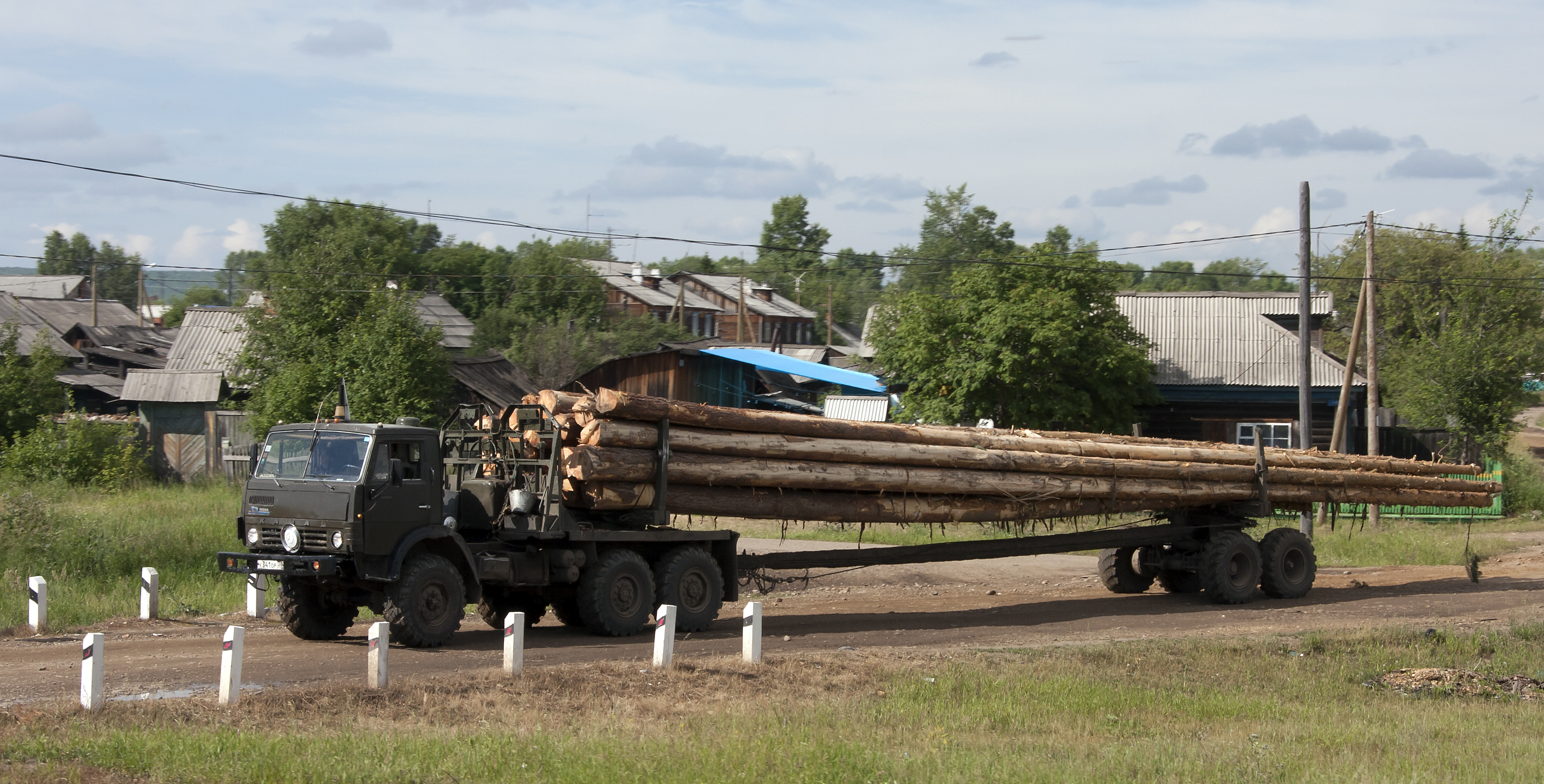
Langholztransport in Sibirien mit KamAZ-44108 (2010)

Basierend auf dem KamAZ-43118 wurde vom Hersteller neben dem Kipper KamAZ-45141 eine geländegängige Zugmaschine angeboten, der KamAZ-44108. Es ist nicht genau bekannt, ab wann das Fahrzeug in Serie produziert wurde. Der KamAZ-43118 wird seit 1995 gebaut. Mindestens seit 2001 wurde auch die Version als Sattelzugmaschine angeboten.
Frühere Fahrzeuge hatten einen Dieselmotor aus hauseigener Fertigung. Dabei wurden bis 2003 Motoren verbaut, die lediglich die Abgasnorm EURO 1 erfüllten. Ab 2004 wurde der Motortyp KamAZ-740.30.260 eingebaut, der nicht nur den EURO-2-Standard erfüllte, sondern auch ein von 932 auf 1059 Nm gesteigertes Drehmoment besitzt. Einige Versionen des Fahrzeugs erhielten einen Neun-Liter-Dieselmotor von Cummins, der 325 PS (239 kW) leistet. Mit einem Treibstoffverbrauch von durchschnittlich 43,5 Litern pro 100 Kilometer bei russischen Motorisierungen ist das Fahrzeug für das Gesamtgewicht des Zugs von 32 Tonnen sehr verbrauchsintensiv.
Im Jahr 2003 gab es eine gepanzerte Version der Zugmaschine für den Einsatz bei Armeen. Über eine Serienfertigung ist nichts bekannt.
Eine offizielle Meldung über die Einstellung des Modells gab es nicht. Jedoch bietet KAMAZ das Fahrzeug schon seit mindestens 2015 nicht mehr an. Seitdem produziert der Hersteller andere geländegängige Sattelzugmaschinen, zum Beispiel den KamAZ-65225, der jedoch für größere Nutzlasten konzipiert ist.

## Technische Daten
Die hier aufgeführten Daten gelten für Fahrzeuge vom Typ KamAZ-44108, wie sie der Hersteller 2003 anbot. Über die Bauzeit hinweg und aufgrund verschiedener Modifikationen an den Fahrzeugen können einzelne Werte leicht schwanken.
- Motor: Viertakt-V8-Dieselmotor
- Motortyp: KamAZ-740.13-260
- Leistung: 260 PS (191 kW)
- maximales Drehmoment: 932 Nm
- Hubraum: 10,85 l
- Hub: 120 mm
- Bohrung: 120 mm
- Verdichtung: 17:1
- Abgasnorm: EURO 1
- Tankinhalt: 350 + 210 l
- Getriebe: manuelles Fünfgang-Schaltgetriebe mit Geländeuntersetzung
- Höchstgeschwindigkeit: 80 km/h
- maximal befahrbare Steigung: 18 %
- Antriebsformel: 6×6
- Bordspannung: 24 V
- Lichtmaschine: 28 V, 1000 W
- Batterie: 2 × 190 Ah, 12 V, in Reihe verschaltet

Abmessungen und Gewichte
- Länge: 7355 mm
- Breite: 2500 mm
- Höhe: 3345 mm
- Bodenfreiheit: 385 mm
- Radstand: 3690 + 1320 mm
- Wendekreis: 23 m
- Höhe der Sattelkupplung: 1540 mm
- Leergewicht: 8850 kg
- Zuladung (Sattellast): 10.000 kg
- zulässiges Gesamtgewicht: 19.000 kg
- zulässige Anhängelast: 23.000 kg
- zulässiges Gesamtgewicht Zug: 32.000 kg
- Achslast vorne: 5435 kg
- Achslast hinten (Doppelachse): 13.565 kg